# En Hispanoamérica
Paco de Lucía y Ramón de Algeciras en Hispanoamérica (Paco de Lucía i Ramón de Algeciras w Ameryce Łacińskiej) – trzeci z czterech albumów bratniego duetu Paco de Lucía i Ramón de Algeciras wydany w 1969 roku.

## Lista utworów
| 1.  | "Amapola"                   | 2:55  |
|     |                             |       |
| 2.  | "Pájaro chogüí"             | 2:36  |
|     |                             |       |
| 3.  | "Yo vendo unos ojos negros" | 2:01  |
|     |                             |       |
| 4.  | "Guadalajara"               | 2:35  |
|     |                             |       |
| 5.  | "Limeña"                    | 2:30  |
|     |                             |       |
| 6.  | "Las mañanitas"             | 2:40  |
|     |                             |       |
| 7.  | "Alma, corazón y vida"      | 3:05  |
|     |                             |       |
| 8.  | "Quizás, quizás, quizás"    | 3:14  |
|     |                             |       |
| 9.  | "Tico, tico"                | 2:17  |
|     |                             |       |
| 10. | "Lamento Borincano"         | 2:28  |
|     |                             |       |
| 11. | "Y todo a media luz"        | 3:00  |
|     |                             |       |
| 12. | "La paloma"                 | 2:17  |
|     |                             |       |
|     |                             | 31:38 |
|     |                             |       |

## Muzycy
Paco de Lucía – gitara flamenco

Ramón de Algeciras – gitara flamenco